# Mel & Tim
Mel & Tim fue un dúo de soul formado en Holly Springs en 1969, por los primos Mel Hardin y Tim McPherson.
En 1969 fueron descubiertos por Gene Chandler el cual los contrató para que grabaran en su discográfica Bamboo. Ese mismo año consiguieron su primer éxito con el tema «Backfield in Motion», y el cual les sirvió para poder grabar su primer álbum: Good Guys Only Win in the Movies. El single del mismo nombre al top20 de las listas de ventas de R&B después de un año en la calle.
Al poco tiempo se trasladaron al sello Stax, donde consiguieron su segundo top5 con la balada «Starting All Over Again» (que también daba título a su segundo disco).
En agosto de 1972 actuaron en el concierto benéfico Wattstax apareciendo en el documental del mismo título, cantando el tema «I May Not Be What You Want».
Su álbum homónimo, Mel & Tim, apareció en 1973, siendo el último en su carrera musical.

## Discografía
| Año  | Título                           | Discográfica |
| ---- | -------------------------------- | ------------ |
| 1969 | Good guys noly win in the movies | Sundazed     |
| 1972 | Starting all over again          | Stax         |
| 1973 | Mel & Tim                        | Stax         |

- Datos: Q6810912